# Діан Паррі
Діан Паррі (фр. Diane Parry) —  французька тенісистка, колишня перша ракетка світу серед дівчат. 
У 2019 році ITF проголосила Паррі чемпіонкою світу серед юніорок. 
Свій перший титул WTA Паррі виборола у парних змаганнях на Merida Open 2023, граючи з Кеті Макнеллі. 

## Фінали турнірів WTA

### Парний розряд: 2 титули
| Легенда       |
| ------------- |
| Grand Slam    |
| WTA 1000      |
| WTA 500       |
| WTA 250 (2–0) |

| За поверхнею |
| ------------ |
| Хард (1–0)   |
| Грунт (1–0)  |
| Трава (0–0)  |
| Килим (0–0)  |

| Результат | В–П | Дата     | Турнір                          | Статус  | Поверхня | Партнерка     | Супротивниці                  | Рахунок  |
| --------- | --- | -------- | ------------------------------- | ------- | -------- | ------------- | ----------------------------- | -------- |
| Перемога  | 1–0 | Лют 2023 | Merida Open, Мексика            | WTA 250 | Hard     | Кеті Макнеллі | Ван Сіньюй У Фансьєнь         | 6–0, 7–5 |
| Перемога  | 2–0 | Лип 2023 | Ladies Open Lausanne, Швейцарія | WTA 250 | Ґрунт    | Бондар Анна   | Аміна Аншба · Анастасія Децюк | 6–2, 6–1 |

## Фінали турнірів WTA Challenger

### Одиночний розряд: 3 (2 титули
| Результат | В–П | Дата     | Турнір                          | Поверхня | Супротивниця  | Рахунок  |
| --------- | --- | -------- | ------------------------------- | -------- | ------------- | -------- |
| Поразка   | 0–1 | Лис 2021 | WTA 125 Buenos Aires, Аргентина | Ґрунт    | Бондар Анна   | 3–6, 3–6 |
| Перемога  | 1–1 | Лис 2021 | WTA 125 Montevideo, Уругвай     | Ґрунт    | Удварді Панна | 6–3, 6–2 |
| Перемога  | 2–1 | Тра 2023 | WTA 125 Paris, Франція          | Ґрунт    | Кеті Макнеллі | т. п.    |